# Bucculatrix cantabricella
Bucculatrix cantabricella is een vlinder uit de familie ooglapmotten (Bucculatricidae). De wetenschappelijke naam is voor het eerst geldig gepubliceerd in 1898 door Chretien.
De soort komt voor in Europa.